# Sekualan
Sekualan is een bestuurslaag in het regentschap Aceh Timur van de provincie Atjeh, Indonesië. Sekualan telt 287 inwoners (volkstelling 2010).